# Joseph Namariau
Joseph Namariau (12 gennaio 1988) è un calciatore vanuatuano, attaccante del Tafea.

## Carriera

### Club
Comincia a giocare in patria, nelle giovanili del Tafea. Nel 2005 si trasferisce nelle Figi, al Suva. Nel 2008 passa al Navua. Nel 2010 viene acquistato dal Labasa. Nel 2011 torna in patria, al Tafea.

### Nazionale
Ha debuttato in Nazionale il 6 settembre 2008, in Figi-Vanuatu (2-0). Ha partecipato, con la Nazionale, alla Coppa delle nazioni oceaniane 2012. Ha collezionato in totale, con la maglia della Nazionale, quattro presenze.